# Uovo dell'incoronazione
L'Uovo dell'incoronazione è una delle uova imperiali Fabergé, un uovo di Pasqua gioiello che l'ultimo Zar di Russia, Nicola II donò a sua moglie la Zarina Aleksandra Fëdorovna Romanova.
Fu fabbricato a San Pietroburgo nel 1897 sotto la supervisione di Michael Perkhin e Henrik Wigström, per conto del gioielliere russo Peter Carl Fabergé, della Fabergè, che emise la seguente fattura:
Pendente uovo di smeraldo con diamanti ----------------- 1.500 rubli.

Vetrinetta e supporto di giada --------------------------------- 150 rubli.

San Pietroburgo, 17 maggio 1897»

## Proprietari
L'uovo fu esposto in un carrello ingioiellato nello studio dell'imperatrice al Palazzo d'Inverno.
Dopo la caduta della dinastia Romanov nel 1917 l'uovo fu confiscato dal Governo Provvisorio Russo ed elencato tra i tesori portati via dal Palazzo Aničkov. 
Fu poi inviato al Palazzo dell'Armeria e infine, nel 1922, trasferito insieme ad altri preziosi al Sovnarkom per essere venduto.
Attorno al 1927 fu una delle nove uova vendute dall'Antikvariat ad Emanuel Snowman della gioielleria Wartski, di Londra che, nel 1934, lo vendette al collezionista Charles Parsons, per poi riacquistarlo nel 1945; rimase della società fino al marzo 1979 quando fu venduto a Malcolm Forbes, insieme all'Uovo dei mughetti, per 2.160.000 dollari.
Il 4 febbraio 2004, la casa d'aste Sotheby's ha annunciato che, senza passare per una pubblica asta, erano state vendute a Viktor Vekselberg più di 180 opere d'arte Fabergé, la Forbes Magazine Collection, incluse nove delle rare uova imperiali, che dopo circa ottanta anni sono così tornate nel loro paese d'origine al prezzo di quasi 100 milioni di dollari.
Il prezzo dell'Uovo dell'Incoronazione è stato stimato in 24 milioni di dollari.
(Victor Vekselberg, Presidente del Renova Group)
L'uovo è spesso in mostra all'Ermitage (in particolare al Palazzo d'Inverno) a San Pietroburgo, ed è apparso in esposizione temporanea presso vari musei di tutto il mondo; dal novembre 2013 questa e altre otto uova sono esposte al Museo Fabergé di San Pietroburgo.

## Descrizione
L'uovo è avvolto da un reticolo formato da fasce di foglie d'alloro d'oro verde con, ad ogni intersezione, un'aquila bicipite imperiale d'oro smaltata di nero opaco e con un diamante sul petto.
Le losanghe, formate dal reticolo sul guscio d'oro coperto da smalto traslucido giallo limone, presentano un motivo guilloché di raggi che si irradiano dal centro.
Il monogramma dell'imperatrice, con la A coronata disegnata da diamanti taglio rosetta e la F russa da rubini cabochon incastonati in una placca di smalto opaco contornata da dieci diamanti taglio brillante, è visibile sulla cima dell'uovo attraverso un grande diamante tagliato come una lastra sottile.
Un diamante simile, più piccolo, posto nella parte inferiore dell'uovo, copre la data 1897 incisa su un'altra placca di smalto, circondata da diamanti taglio rosetta e da un calice di foglie finemente lavorate.
Il nome Wigström è rozzamente graffiato sulla superficie interna del guscio.

### Sorpresa

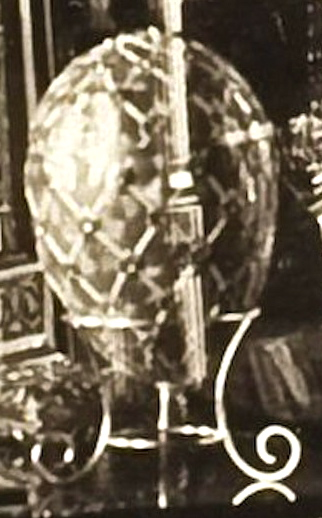
L'uovo nel 1902, con il suo supporto originale ora perduto.

La sorpresa celata all'interno dell'uovo, in un vano rivestito di velluto, è un dettagliato modellino, lungo meno di dieci centimetri, della carrozza imperiale risalente al XVIII secolo utilizzata dalla zarina Aleksandra per le cerimonie dell'incoronazione nel 1896.
Il rosso della carrozza originale è stato riprodotto con smalto traslucido color fragola, usato anche per i sedili imbottiti dell'interno, dietro i quali la tappezzeria è in smalto azzurro.
Il soffitto delicatamente dipinto con un candeliere blu-turchese ha un gancio al centro, al quale era probabilmente appeso un piccolo pendente di smeraldo taglio briolette, a forma di uovo.
La carrozza è sormontata da una corona imperiale tempestata di diamanti taglio rosetta e sei aquile bicipiti sul tetto.
I finestrini sono in cristallo di rocca con le tende incise.
È perfettamente articolata in tutte le sue parti: 
le ruote sono mobili ed hanno i cerchi in platino, 
le porte si aprono permettendo di abbassare una piccola scala pieghevole con due gradini, l'abitacolo, correttamente sospeso agli ammortizzatori a molla a forma di C, è decorato con un reticolo d'oro con diamanti alle intersezioni e un'aquila imperiale in diamanti su ogni sportello.
La miniatura fu realizzata dal giovane George Stein, che impiegò 15 mesi lavorando 16 ore al giorno, per un compenso di cinque rubli al giorno con i quali acquistò una bicicletta.

### Elementi perduti
Sono andati perduti il pendente di smeraldo o diamante che era appeso all'interno del modellino, una vetrinetta rettangolare con la base di giadeite per esporre la carrozza e un supporto realizzato in filo di argento dorato.

## Contesto storico

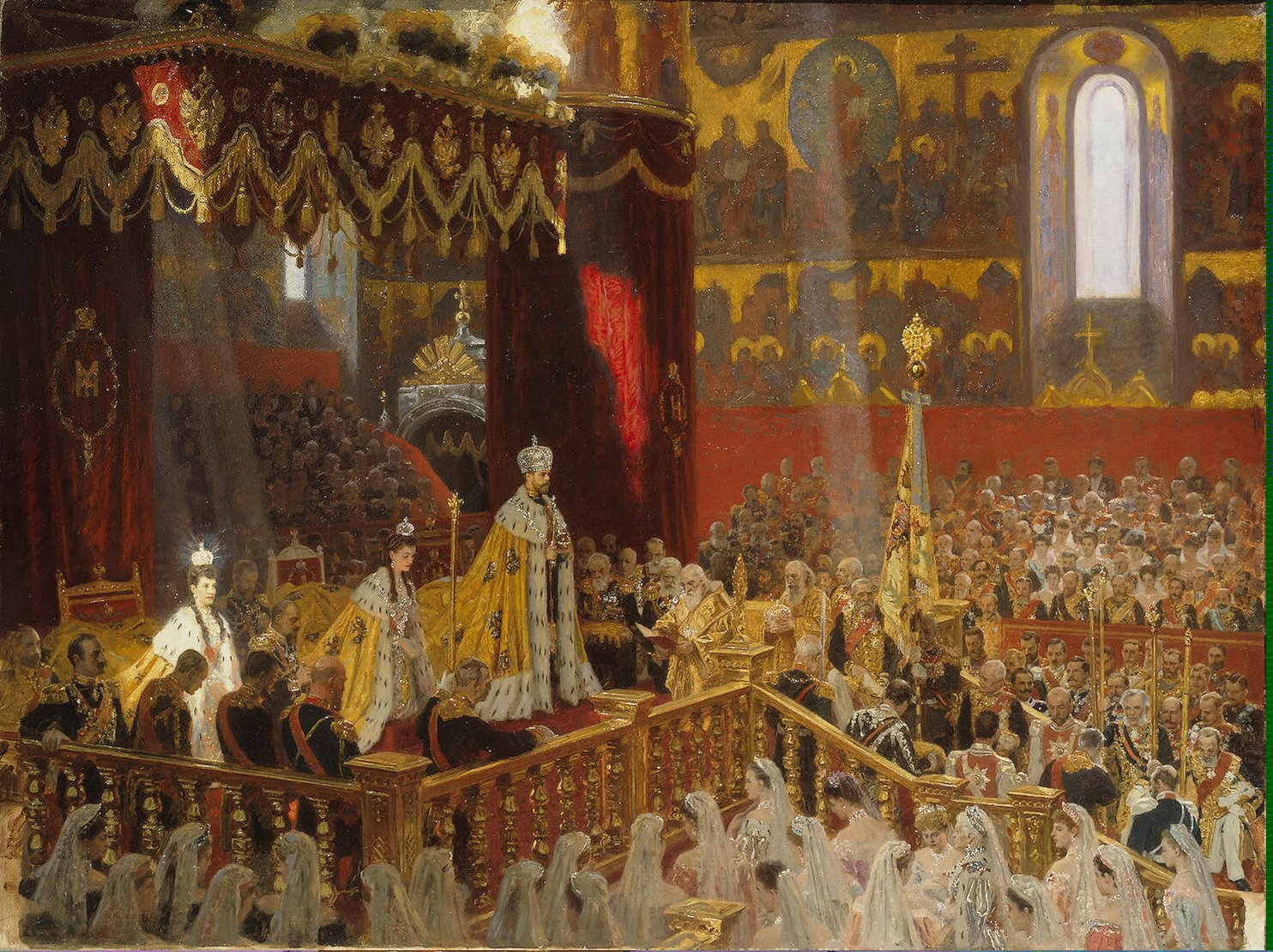
Incoronazione di Nicola II e Aleksandra Fëdorovna, dipinto di Laurits Regner Tuxen, 1898.

L'Uovo commemora l'incoronazione di Nicola e Aleksandra, il 14 maggio 1896 del Calendario Giuliano, alla Cattedrale della Dormizione di Mosca.
L'aspetto esterno dell'uovo richiama i mantelli indossati per la cerimonia dallo zar e dalla zarina.
La carrozza d'oro in miniatura celata all'interno dell'uovo è una fedele riproduzione di quella con la quale Aleksandra si recò alla cerimonia, costruita a San Pietroburgo da Johann K. Buckendahl nel 1793.
(Diario di Nicola II)
Le celebrazioni furono funestate dalla tragedia del campo di Chodynka presso Mosca, dove circa 1.400 persone morirono calpestate dalla folla radunatasi per una distribuzione di cibo e doni organizzata per festeggiare i nuovi regnanti.
Ancora sotto la forte influenza degli zii il nuovo zar non sospese i festeggiamenti di fronte alla tragedia, suscitando così le prime feroci critiche, nonostante il forte indennizzo concesso alle famiglie delle vittime.
Forse a causa di questi avvenimenti quest'uovo non fu mai tra i preferiti della zarina.

## Finzione cinematografica
Nel film del 2004 Ocean's Twelve appare un'accurata replica dell'Uovo dell'incoronazione, del valore circa 4.000 USD, che viene rubato in una grande rapina in un museo a Roma.
Anche nel film di James Bond Octopussy - Operazione piovra (1983) appare un uovo Fabergé, ad una festa presso l'Ambasciata britannica di Berlino Ovest;
la trama del film è tratta dal racconto di Ian Fleming del 1963 Di proprietà di una signora.